# コンビニタウン
コンビニタウンとは、かつて中部地方に出店していたコンビニエンスストア。1998年に撮影された入善店（富山県）の写真を見ると青いカラーのコンビニとわかる。唯一の店舗であった入善店が2001年からローソンに変わったため、全店舗が閉店した。運営会社の撤退時期は不明。